# Каза Сан Фермо (Павија)
Каза Сан Фермо је насеље у Италији у округу Павија, региону Ломбардија.
Према процени из 2011. у насељу је живело 14 становника. Насеље се налази на надморској висини од 147 м.